# Ross Wilson (ciclista)
Ross Wilson (nacido el 10 de diciembre de 1981) es un ciclista paralímpico canadiense.

## Biografía
Wilson nació el 10 de diciembre de 1981 en Sherwood Park, Alberta.

## Carrera
A los 20 años, comenzó a notar cambios en su forma de caminar y que constantemente giraba los tobillos. Finalmente, le diagnosticaron la enfermedad de Charcot-Marie-Tooth, una afección neurológica que afectaba sus nervios y músculos. Después de perder más de 100 libras, compró una bicicleta para mantenerse activo y seguir perdiendo peso. Posteriormente se unió al Juventus Cycling Club en 2012, donde conoció al entrenador Cam Jennings. En 2014, se unió a la Argyll Velodrome Association y compitió en el Campeonato Mundial de Paraciclismo de Ruta UCI 2014.
Mientras entrenaba para el Campeonato Mundial de Paraciclismo de Ruta 2015 de la UCI, fue atropellado por un automóvil que salía en reversa de un lugar de estacionamiento. Cuando su cuerpo volaba por la ventana trasera, se rompió la clavícula, algunas costillas y vértebras. Sin embargo, se recuperó y fue incluido en la lista del Equipo de Canadá para los Juegos Paralímpicos de Verano de 2016. Para calificar para esta versión de los Juegos, estableció un nuevo récord mundial y Paralímpico en 3: 53.66, que fue batido cinco minutos después por Zhangyu en 3: 50.373. Wilson terminó sus primeros Juegos Paralímpicos con dos medallas de plata; una en la persecución individual masculina de C1 y otra en la contrarreloj en carretera de la clasificación C1 masculina.
En 2017, ganó una medalla de oro en el Campeonato Mundial de Paraciclismo en Pista UCI 2017 en la persecución individual masculina de 3.000 metros C1. También se llevaría a casa una medalla de plata en el Campeonato Mundial de Paraciclismo de Ruta de la UCI 2017, perdiendo ante el alemán Michael Teuber.
Al año siguiente, ganó una medalla de plata después de terminar a 2.362 segundos de Ricardo Argiles en el Campeonato Mundial de Paraciclismo en Pista UCI 2018 en Río de Janeiro, Brasil. También obtuvo una de bronce en el Campeonato Mundial de Paraciclismo de Ruta de la UCI de 2019. En la Copa del Mundo de Ciclismo en Pista UCI 2018-19, estableció un nuevo récord mundial de Persecución Individual Masculina C1 con un tiempo de 3: 49.450.